# Freedom’s Children
Freedom’s Children war eine Rockband aus Durban, KwaZulu-Natal, Südafrika. Sie wurde 1966 gegründet und bestand bis 1971. Ihr Stilrichtung war Progressive Rock/Psychedelic Rock bzw. Acid Rock. Die Band wurde von dem Songwriter und Bassisten Ramsay MacKay geprägt.

## Diskografie
Alben
- 1969: Battle Hymn of the Broken-Hearted Horde (Parlophone)
- 1970: Astra (Parlophone)
- 1971: Galactic Vibes (Parlophone)